# سفارت ارمنستان در استکهلم
سفارت ارمنستان در استکهلم ( سوئدی: Armeniens ambassad i Stockholm)، نمایندگی دیپلماتیک جمهوری ارمنستان در استکهلم پایتخت پادشاهی سوئد می‌باشد که در شماره ۷۶ خیابان اسویوژن، در منطقهٔ، استکهلم واقع شده‌است. روابط دیپلماتیک بین دو کشور در ۱۰ ژوئیه ۱۹۹۲ برقرار شده‌است. هم‌اکنون آلکساندر آرزومانیان مقام سفیر جمهوری ارمنستان در استکهلم را عهده‌دار است.

## اطلاعات
- سوئد، دانمارک، ایسلند، نروژ و فنلاند
- Sveavägen 76, 113 59 Stockholm

## فهرست سفیران
- ولادیمیر کارمیرشالیان (۲۰۰۰–۲۰۰۶)
- آرا آیوازیان (۲۰۰۶–۲۰۱۳)
- آرداک آبیتونیان (۲۰۱۳–۲۰۱۸)
- آلکساندر آرزومانیان (۲۰۱۹-اکنون)